# Martin Schirenc
Martin Schirenc (Viena, 18 de dezembro de 1968) é o vocalista, guitarrista, tecladista, baixista e um dos fundadores da banda austríaca de death metal Hollenthon.